# Сар (Италия)
Сар (фр. Sarre) — коммуна в Италии, располагается в автономном регионе Валле-д’Аоста.
Население составляет 4622 человека (2008 г.), плотность населения составляет 165 чел./км². Занимает площадь 28 км². Почтовый индекс — 11010. Телефонный код — 0165.
Покровителем коммуны почитается святой Маврикий, мученик, празднование 22 сентября.

## Демография
Динамика населения:

## Города-побратимы
- Ла-Тюрби, Франция

## Достопримечательности
- Саррский королевский замок